# Aequorea victoria
Aequorea victoria és una espècie d'hidrozou de l'ordre dels leptotecats, la medusa de la qual és bioluminescent. És pròpia de la costa occidental de Nord-amèrica.
És una de les meduses poc freqüents al litoral català.